# William Grason

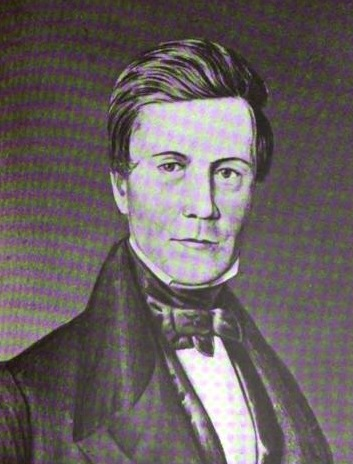
William Grason

William Grason (* 11. März 1788 in Queen Anne’s County, Maryland; † 2. Juli 1868 ebenda) war ein US-amerikanischer Politiker (Demokratische Partei) und von 1839 bis 1842 Gouverneur des Bundesstaates Maryland.

## Frühe Jahre und politischer Aufstieg
William Grason besuchte das St. Johns College, brach die Schule aber ab, um in die US-Marine einzutreten. Dort diente er für kurze Zeit als Unteroffizier. Ab 1828 war Grason politisch aktiv. Zwischen 1828 und 1829 sowie im Jahr 1837 war er Mitglied im Repräsentantenhaus von Maryland. In den Jahren 1833 und 1835 bewarb er sich erfolglos um einen Sitz im US-Repräsentantenhaus.

## Gouverneur von Maryland
Am 3. Oktober 1838 wurde er, entsprechend der neuen Verfassung, in allgemeinen Wahlen zum neuen Gouverneur seines Staates in eine dreijährige Amtszeit gewählt. Bis dahin waren die Gouverneure für jeweils ein Jahr von der Legislative gewählt worden. William Grason trat sein neues Amt am 7. Januar 1839 an. In seiner Amtszeit wurden weitere Straßen in Maryland fertiggestellt. In einer Werft in Baltimore wurde das erste Schiff in der modernen Eisenbauweise gebaut. Der Gouverneur arbeitete am Abbau der Staatsverschuldung und setzte sich für eine Verschiebung der politischen Machtverhältnisse in Maryland zu Ungunsten der Legislative ein.

## Weiterer Lebenslauf
Im Jahr 1850 war Grason Mitglied einer Kommission zur Überarbeitung der Verfassung von Maryland. Zwischen 1852 und 1853 gehörte er dem Senat von Maryland an. Im Jahr 1860 war er Delegierter auf der Democratic National Convention. William Grason starb im Juli 1868. Er war mit Susan Orrick Sulivane verheiratet, mit der er zwölf Kinder hatte.